# Isla de la Plata (Malvinas)
La isla de la Plata (en inglés: Quaker Island) es una de las islas Malvinas. Se encuentra al oeste de la isla Gran Malvina, más precisamente al norte de la isla San José, junto a la isla Barclay y la isla Fox, cerca de la bahía de la Plata (en inglés: Quaker Harbour), de donde toma el nombre.